# ماتیا دسترو
ماتیا دسترو (به ایتالیایی: Mattia Destro) بازیکن فوتبال و مهاجم اهل ایتالیا است.وی در باشگاه فوتبال امپولی ایتالیا بازی می کند.

## تیم ملی
از سال ۲۰۱۲ میلادی عضو تیم ملی فوتبال ایتالیا بوده و در ۴ بازی ملی حضور داشته‌است. او در بازی‌های ملی‌اش ۱ گل به ثمر رساند.
ماتیا دسترو آخرین بازی ملی خود را در سال ۲۰۱۲ میلادی انجام داد.